# Combate de Coa
El Combate del Río Coa ocurrió el 24 de julio de 1810 al inicio de la Tercera Invasión Francesa de Portugal, en el ámbito de la Guerra Peninsular (1807-1814). Se trató del primer combate defensivo durante aquella invasión. Las fuerzas aliadas, comandadas por el brigadier británico general Robert Craufurd, fueron obligadas a retirarse ante el avance del 6.º Cuerpo de Ejército (VI CE) del mariscal Michel Ney, quien se detuvo en la orilla oriental del río Coa para poner cerco a la plaza fuerte de Almeida.

## Antecedentes
Aunque Napoleón Bonaparte dominaba la mayor parte de Europa, se mantenían dos focos de resistencia a la expansión francesa: las islas británicas y la península ibérica, especialmente el Reino de Portugal, que ya se habían sufrido dos intentos de ocupación francesa. 
La primera en 1807, cuando Junot ocupa Portugal. Al estallar la rebelión de 1808, primero en España y luego en Portugal, y con la ayuda inglesa, las tropas francesas abandonaron Portugal. En 1809 se dio la Segunda Invasión Francesa, bajo el mando de Soult, que culminó con la ocupación de Oporto. Una vez más la intervención de las tropas británicas, ahora con el apoyo de los regimientos portugueses ya reorganizados o en fase de reorganización, bajo el mando de William Carr Beresford, obligó a la retirada del ejército francés.
En 1810, Napoleón concentró sus fuerzas en la península ibérica y ordenó la organización del llamado "Ejército de Portugal" (L'Armee du Portugal). El 17 de abril de 1810 nombra al mariscal André Masséna, uno de sus generales favoritos, para dirigirlo. Massena asumió el mando el 28 de mayo en Salamanca, cuando la campaña ya había comenzado.  La ruta hacia Portugal era por entonces Ciudad Rodrigo - Almeida - Coímbra - Lisboa, y esto significaba que solo después de tomar Ciudad Rodrigo el ejército francés podría avanzar hacia Almeida. Ciudad Rodrigo, a unos 30 km de la frontera portuguesa, capituló el 10 de julio de 1810. Massena entonces enfila hacia Almeida, porque solo la posesión de esta fortaleza le permitiría avanzar con seguridad hacia Coímbra.
Wellington no deseaba un encuentro contra Massena en el campo llano del territorio español para no arriesgar, en una batalla, la posible pérdida del ejército anglo-luso. Optó por permanecer en los terrenos montañosos de Portugal donde era más fácil acosar al enemigo para retardar la marcha, para causarle bajas y para minar la moral de la tropa. Además los franceses tendrían más dificultades para utilizar la caballería y la artillería, armas en las que eran muy superiores a las fuerzas aliadas anglo-lusas. Por otro lado, Wellington situaba su ejército lejos de la frontera con el objetivo de mantener la facilidad de movimiento en cualquier dirección y no ser sorprendido por un ataque por sorpresa de las fuerzas francesas. Posicionó sus fuerzas hacia el oeste del río Coa; había pocos puentes, y no deseaba verse arrinconado por ese obstáculo en la retaguardia. Envió a la frontera con España a la División Ligera de Craufurd para vigilar los movimientos del ejército de Massena.

## Las fuerzas presentes
La División Ligera (Light Division en inglés) era comandada por el brigadier general Robert Craufurd y, con las unidades que le fueron asignadas adicionalmente para esta misión, tenía aproximadamente 5750 hombres, constituidos por:

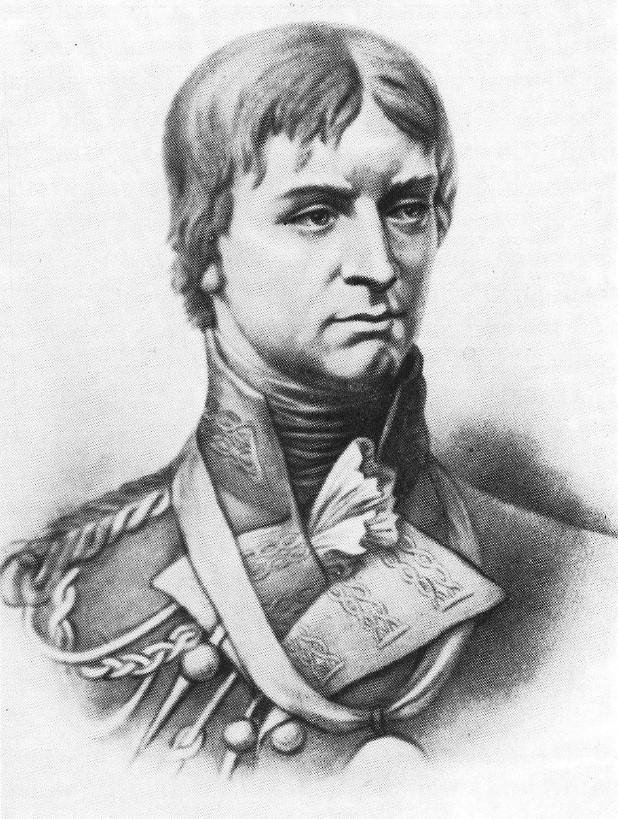
Mayor general Robert Craufurd, comandante de la División Ligera del Ejército de Wellington.

- 43rd Foot (43.º Regimiento de Infantería de línea) con 973 hombres;
- 52nd Foot (52.º Regimiento de Infantería de línea) con 997 hombres;
- 95th Rifles[7] con 895 hombres;
- Un cuerpo de caballería formado por la 1st Hussars KGL[8] y los 14.º y 16.º Regimientos Ligeros de Dragones, con un total de 1343 hombres;
- Una batería de artillería a caballo.

Las tropas francesas que intervinieron en este combate pertenecían al VI CE del general Michel Ney y englobaban dos brigadas de caballería y la 3.ª División de Infantería que estaba al frente del grueso de las fuerzas. En total unos 9800 hombres, organizados como sigue:
- Brigada de Caballería del general Lamotte, atribuida al VI CE, con un total de 1680 hombres y constituida por el 3er Regimiento de Húsares y por el 15.º Regimiento de Cazadores a caballo.[11]
- Brigada de Caballería del general Claude Gardenne, de la Reserva de Caballería de l'Armée du Portugal, con un total de 1426 hombres y constituida por el 15.º y 25.º Regimientos de Dragones[12]
- 3.ª División de Infantería del general Louis Henri Loison, del VI CE, con un total de 6826 hombres y organizada de la siguiente forma:

→ Brigada Simon, constituida por el 26.º Regimiento de Infantería de línea (3 batallones – 1625 hombres), Legión de Midi (564 hombres) y la Legión Hanoveriana (2 batallones – 1158 hombres);
→ Brigada Ferey, constituida por el 32.º Regimiento de Infantería Ligera (1 batallón – 413 hombres), por el 66.º Regimiento de Infantería de Línea (3 batallones – 1830 hombres) y por el 82.º Regimiento de Infantería de línea (2 batallones – 1236 hombres).

## El combate
La División Ligera de Craufurd se había situado entre la frontera portuguesa y Ciudad Rodrigo para vigilar y acosar al enemigo sin ofrecer nunca combate abierto. Ciudad Rodrigo se rindió el 9 de julio de 1810 a los franceses quienes pusieron ahora su atención en la frontera portuguesa. El día 21 de junio Ney hace avanzar a la 3.ª División de Loison y a la caballería asignada al VI CE. Craufurd retiró sus tropas hacia el área de Almeida. Wellington había dado órdenes de pasar a la margen occidental del río Coa si los franceses se acercaban con una fuerza suficientemente grande como para poner en peligro la División Ligera. Antes de entrar en Portugal, Craufurd cuasi destruyó la fortaleza española de La Concepción para que los franceses no pudieran hacer uso de ella.

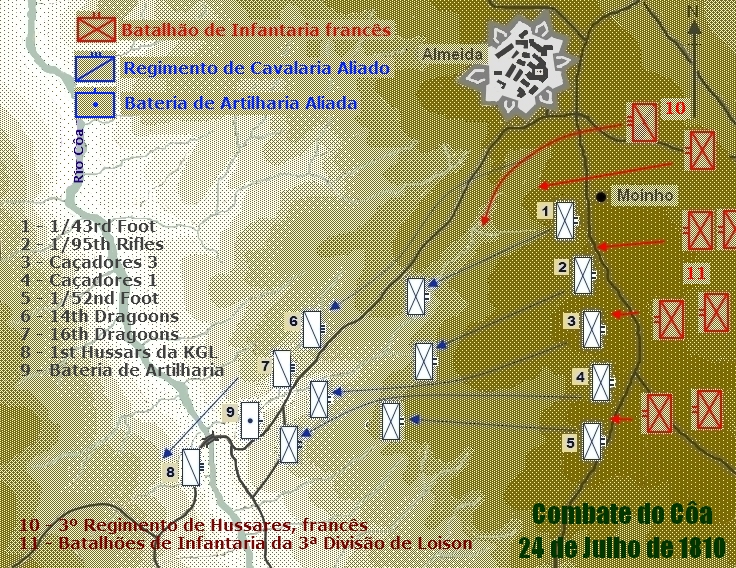
Disposición de las fuerzas de infantería y movimientos de retirada.

Craufurd concentró su infantería en Junça, una aldea a unos 6 km de Almeida. Envió a la caballería al frente para efectuar reconocimientos de los movimientos franceses. El avance francés, marcado por escaramuzas con la caballería inglesa, paró en Vale da Mula, ya en Portugal y a unos 2 km de Aldea del Obispo.
Almeida está situada a poco más de 3 km del río Coa. Sobre este hay un puente estrecho al que se accede desde Almeida por una carretera de trazado complicado para el tráfico. El río corre en un lecho profundo y de accesos difíciles. Almeida se sitúa en el extremo de una planicie que va por el este hasta el río Águeda. El terreno en la zona de Almeida es muy rocoso y se complicaba por varios muros de piedra.
Si Craufurd decidiera combatir en las posiciones al este del río tendría un obstáculo a la retaguardia que le dificultaría la retirada cuando aparecieran fuerzas superiores contra las que no debía empeñarse. Su acción al este del río Côa, sin embargo, era inestimable porque permitía ganar tiempo importante para la continuación del reabastecimiento de la plaza, que podría sufrir un sitio prolongado. El ataque, sin embargo, fue más fuerte de lo esperado. Cuando la caballería francesa que seguía adelante, el 24 de julio por la mañana temprano, puso en fuga las patrullas de la caballería británica y los puestos avanzados lanzados por el 95th Rifles. Los cinco batallones de infantería de la infantería de la División Ligera ocuparon rápidamente posiciones de combate. Formaron una línea que apoyaba su flanco izquierdo en la zona de un molino existente en los terrenos más elevados al sudeste de Almeida, a unos 600 metros de las murallas y se extendía hacia el sur a lo largo de la carretera hacia Junça. La artillería de Almeida proporcionaba protección al ala izquierda del dispositivo anglo-luso.
Alrededor de una hora después de haber ocupado posiciones de combate, los tres batallones británicos y dos batallones de cazadores portugueses fueron atacados por la infantería de Loison, trece batallones. Estos, a pesar de su abrumadora superioridad, fueron parador en el primer asalto. Pero de repente, el 3.º Regimiento de Húsares cargó a lo largo del intervalo entre las murallas de Almeida y el extremo del ala izquierda de Craufurd. En esta acción, a pesar del fuego de artillería de la plaza de Almeida, la compañía de O'Hare del 95th Rifles fue prácticamente aniquilada. Sufrió 12 muertos o heridos y 45 prisioneros, sobre un total de 67 hombres. Craufurd ordenó retirada.
La caballería y la artillería recibieron órdenes para dirigirse de inmediato al puente y pasar a la orilla occidental. En seguida se dio la misma orden a los dos Batallones de Cazadores. Los demás batallones, británicos, debían retrasar el avance enemigo en la medida de lo posible. Esta acción se hacía tanto más difícil de ejecutar cuanto más cerca se encontraba el enemigo y cuanto más presionaba. Las dificultades para mover los coches de la artillería provocaron una congestión en el puente y obligaron a los batallones británicos a batirse de forma muy intensa para poder pasar también el puente. Fue necesario, además, lanzar un contraataque que sorprendió a las fuerzas francesas para socorrer a cinco compañías de la 52nd Foot que habían quedado atrás.
Las fuerzas anglo-lusas atravesaron el puente y perdieron 333 hombres, siendo 36 muertos, 214 heridos y 83 desaparecidos, probablemente capturados por los franceses.. En cuanto atravesaron el puente, los Cazadores fueron colocados en posición para apoyar la retirada de los batallones británicos y enfrentar cualquier intento por parte de los franceses de tratar de cruzar el río Coa. Las fuerzas anglo-lusas atravesaron el puente y perdieron 333 hombres, siendo 36 muertos, 214 heridos y 83 desaparecidos, probablemente capturados por los franceses. [18] En cuanto atravesaron el puente, los Cazadores fueron colocados en posición para apoyar la retirada de los batallones británicos y enfrentar cualquier intento por parte de los franceses de tratar de pasar igualmente el río Coa. En realidad, Ney realizó tres intentos de apoderarse del puente pero fueron infructuosos y costaron cuantiosas bajas. No obstante, es difícil saber exactamente cuáles fueron las bajas sufridas por las tropas francesas porque los informes no siempre correspondían a la verdad y se trataba de dar a conocer números siempre favorables. Ney menciona 530 bajas francesas, heridos y muertos. En una de las tentativas que se hicieron para apoderarse del puente, utilizando una unidad de élite con poco más de 300 hombres -los Chasseurs de Siège, formados por los mejores tiradores de todos los regimientos del VI CE- sufrieron 90 muertos y 147 heridos en el intento de se apoderaron del puente. En el análisis de diversos autores se concluye que los franceses tuvieron 7 oficiales muertos y 17 heridos, 110 soldados o sargentos muertos y 397 heridos.
Craufurd consiguió salvar su División Ligera de la situación difícil en que se había encontrado. Realizó una acción retardadora con éxito que podía haber tenido consecuencias muy malas porque Craufurd tardó mucho en dar la orden de retirada. La meseta donde se encontraba la plaza de Almeida quedó ocupada por Massena. Después de esto, se esperaba que el cerco de Almeida fuese lo más largo posible para ocasionar mayores dificultades logísticas a los franceses, con la correspondiente desmoralización de las tropas, y también para que se plantearan lo mejor posible la defensa de las Líneas de Torres Vedras.